# 鑑證實錄II
《鑑證實錄II》，香港電視廣播有限公司製作的時裝查案劇集，於1999年1月4日首播，共20集，監製潘嘉德。由林保怡及陳慧珊領銜主演。此劇為《鑑證實錄系列》的第二辑。
此劇曾於2003年重播。

## 劇情內容
女法醫官聶寶言（陳慧珊飾）上集黯然與督察曾家原（林保怡飾）分手後離港，終因胞姊聶寶意（陳美琪飾）結婚而返港並復職。寶言、家原二人重遇，但因寶言看穿蔡小棠（李珊珊飾）對家原仍未忘情，遂有所保留。小棠為成全二人，和寶言下屬楊志倫（劉愷威飾）扮作情侶，寶言、家原終復合。
另一方面，聶津津（鍾麗淇飾）因覺與曾家喬（魯文傑飾）性格不合而提出分手，輾轉與男模特兒袁天明（海俊傑飾）展開戀情。家喬無奈之餘，亦遷怒天明胞妹袁天晴（陳采嵐飾），二人終日鬥法，成鬥氣冤家。寶言、家原合力偵破不少案件，感情更見一日千里。二人得悉小棠和志倫只是偽裝為情侶後，決定撮合她與有為律師王英傑（蔡子健飾），卻不知原來令她墮入死亡陷阱……

## 演員表

### 曾家
| 演員   | 角色   | 職業／關係 | 暱稱         |
| 秦 煌  | 曾耀球 | 曾家原、曾家喬之父 宋桂枝之夫                                                                                                   |              |
| 程可為 | 宋桂枝 | 家庭主婦 曾耀球之第二任妻子 曾家原之繼母 曾家喬之母                                                                             |              |
| 林保怡 | 曾家原 | 重案組（B組）高級督察 曾耀球之子 宋桂枝之繼子 曾家喬同父異母之兄 聶寶言之男友 蔡小棠之前男友 參見重案組 另見復仇女神（第4-7集） | 大佬原 曾Sir |
| 魯文傑 | 曾家喬 | 科學鑑證主任（S.E.O） 曾耀球、宋桂枝之子 曾家原同父異母之弟 聶津津之前男友 參見法證部 另見以牙还牙（第10-11集）                 | 家乔         |

### 聶家
| 演員   | 角色   | 職業／關係 | 暱稱           |
| 李鴻傑 | 聶尚鈞 | 白綺綾之夫 聶寶意、聶寶言之父 杜子俊之岳父 聶津津外公 已去世 參見《鑑證實錄》                                                                                                |                |
| 林小湛 | 白綺綾 | 聶尚鈞之妻 聶寶意、聶寶言之母 杜子俊之岳母 聶津津外婆 | Elaine         |
| 陳美琪 | 聶寶意 | 愛情小說家 聶尚鈞、白綺綾之長女 杜子俊之妻 聶寶言之姐 田世南之前女友 聶津津之母                                                                                              | 寶意 意姐      |
| 李國麟 | 杜子俊 | 區氏集團美味食品公司營業部職員 聶尚鈞、白綺綾之女婿 聶寶意之夫 聶寶言之姐夫 聶津津之繼父 區展龍之下屬 另見奉命謀殺（第14-16集）                                              | 阿俊 俊哥      |
| 陳慧珊 | 聶寶言 | 法醫官 聶尚鈞、白綺綾之幼女 聶寶意之妹 杜子俊之小姨子 聶津津之姨 曾家原之女友 參見法醫 另見以牙还牙（第10-11集）                                                             | Pauline Dr.Lip |
| 鍾麗淇 | 聶津津 | 聶寶意、田世南之私生女 聶尚鈞、白綺綾之外孫女 杜子俊之繼女 田世東之姪女 田守信之堂妹 聶寶言之外甥女 曾家喬之前女友 袁天明之女友 潘幸瑤、金妙玲好友 另見奉命謀殺（第14-16集） | 津津           |

### 蔡家
| 演員   | 角色   | 職業／關係 | 暱稱   |
| 劉 江  | 蔡國忠 | 蔡小棠之父 王英傑之外父 另見以牙还牙（第10-11集） | 忠叔   |
| 李珊珊 | 蔡小棠 | 重案組（B組）探員 蔡國忠之女 曾家原之下屬兼前女友 劉彥修之前女友 與楊志倫假扮情侶，後被其暗戀 王英傑之第二任妻子 於第19集因王英年失救而溺水身亡 參見重案組 另見虐打之謎（第2-4集） 另見七年之后（第18-20集） | 小棠菜 |
| 蔡子健 | 王英傑 | 律師 蔡國忠之女婿 蔡小棠之夫 參見王家 | 英傑   |

### 王家
| 演員   | 角色   | 職業／關係 | 暱稱        |
| 廖啟智 | 王英年 | 零食樂園企業主席 王英傑之兄 蔡小棠之大伯 另見七年之后（第18-20集）                                                  | 零食大王    |
| 蔡子健 | 王英傑 | 大律師 王英年之弟 蔡小棠之夫 楊志美之前夫 楊志倫之前姊夫兼針對對象 孫靜君之前男友 參見蔡家 另見迷姦慘案（第4-10集） | 阿傑 王律师 |
| 李珊珊 | 蔡小棠 | 王英傑之妻 王英年之第二任弟媳 參見蔡家                                                                              | 小棠菜      |
| 黎秀英 | 英 姐  | 王家家傭 |             |

### 重案組
| 演員   | 角色   | 職業／關係                                  | 暱稱         |
| 邱萬城 | 邱Sir  | 重案組（B組）總督察                         | 肥佬         |
| 林保怡 | 曾家原 | 重案組（B組）高級督察 參見曾家              | 大佬原 曾Sir |
| 李珊珊 | 蔡小棠 | 重案組（B組）探員 參見蔡家                  | 小棠菜       |
| 古明華 | 李志奇 | 重案組（B組）探員 曾家原下屬                | 奇哥         |
| 蔣 克  | 陳大華 | 重案組（B組）探員 曾家原下屬 陳小華之雙生兄 | 大孖         |
| 張松枝 | 陳小華 | 重案組（B組）探員 曾家原下屬 陳大華之雙生弟 | 細孖         |

### 法醫
| 演員   | 角色   | 職業／關係 | 暱稱   |
| 陳慧珊 | 聶寶言 | 法醫官 參見聶家 |        |
| 黃天鐸 | 余醫生 | 法醫 | Dr. Yu |
| 劉愷威 | 楊志倫 | 聶寶言之助理兼解剖室助手 楊志美之弟 王英傑之前舅仔 針對王英傑，因為他不知道错不在其而在他姊姊 與蔡小棠假扮情侶，後愛上蔡小棠 另見七年之后（第18-20集） | 阿倫   |
| 陳肖明 | June   | 聶寶言助理 |        |
| 黃振威 |        | 解剖室記錄員 |        |

### 法證部
| 演員                   | 角色    | 職業／關係                     | 暱稱    |
| 魯文傑                 | 曾家喬  | 科學鑑證主任（S.E.O） 參見曾家 |         |
| 陈少霞(曾用艺名陳采嵐) | 袁天晴  | 法證部化驗師 袁天明之妹        | Julia   |
| 梁健平                 | 高Sir   | 法證部高級化驗師               |         |
| 周凱珊                 | Emily   | 法證部化驗師                   |         |
| 何綺敏                 | Linda   | 法證部化驗師                   |         |
| 戴耀明                 | Ken     | 法證部化驗師                   |         |
| 張智軒                 | Vincent | 法證部化驗師                   |         |
| 李煌生                 | Robert  | 法證部化驗師                   |         |
| 楊證樺                 | Peter   | 法證部化驗師                   | Peter仔 |

### 技術部
| 演員   | 角色   | 職業／關係             | 暱稱 |
| 葉振聲 | Donald | 負責指紋比對、聲音分析 |      |
| 李煒棋 | Tom    | 負責指紋比對、聲音分析 |      |

### 其他演員
| 演員   | 角色         | 職業／關係 | 暱稱    |
| 海俊傑 | 袁天明       | 模特兒，於第16集成為「甜の味」甜品店之小股東 袁天晴之兄 聶津津之男友 參見情殺之謎（第1-3集） 參見雙重罪惡（第7-10集） | Anthony |
| 汪 琳  | 潘幸瑤       | 聶津津、金妙玲之好友                                                                                                  | 瑤瑤    |
| 劉美珊 | 金妙玲       | 聶津津、潘幸瑤之好友                                                                                                  | 阿miu   |
| 李啟傑 | 軍裝警員     | |         |
| 劉深宜 | 軍裝警員     | |         |
| 劉志清 | 軍裝警員     | |         |
| 陳紫媚 | 軍裝警員     | |         |
| 黃月明 | 化妝店售貨員 | （第2集） |         |
| 曾健明 | 騙 子        | 假冒星探（第4集） |         |
| 李志華 | 侍應生       | （第4集） |         |
| 盧卓南 | Nelson       | （第5集） |         |
| 譚權輝 | Sam          | （第5集） |         |
| 陳中堅 | 廟 祝        | 車公廟廟祝（第6集）                                                                                                   |         |
| 郭德信 | 醫 生        | 袁天明主診醫生（第8集） 霍惠思主診醫生（第17集）                                                                      |         |
| 勞少娟 | 酒吧客人     | 為一夜情爭吵（第9集）                                                                                                 |         |
| 梁輝宗 | 酒吧客人     | 為一夜情爭吵（第9集）                                                                                                 |         |
| 鄧健邦 | 飛 仔        | 調戲金妙玲（第9集）                                                                                                   |         |
| 陳楚翹 | 葉冠榮之女伴 | （第9集） |         |
| 洪菁儀 | 選美佳麗     | （第10集） |         |
| 蘇麗明 | 選美佳麗     | （第10集） |         |
| 葉翠翠 | 選美佳麗     | （第10集） |         |
| 陳瑞華 | 選美佳麗     | （第10集） |         |
| 趙淑儀 | 選美保姆     | （第10集） |         |
| 何偉業 | 主持人       | （第10、19集） |         |
| 李燕珊 | 主持人       | （第10集） |         |
| 陳燕航 | 師 奶        | （第10集） |         |
| 何君龍 | 汽車維修員   | （第12集） |         |
| 周 鳴  | 汽車維修員   | （第12集） |         |
| 蒲茗藍 | 警隊探員     | 處理王英年及蔡國忠金錢糾紛案（第14集） 處理「王英傑失蹤案」（第19集）                                                 |         |
| 林偉雄 | 警隊探員     | 處理王英年及蔡國忠金錢糾紛案 （第14集）                                                                               |         |
| 招石文 | 燒焟店老闆   | （第14集） |         |
| 吳亦謙 | -            | 目擊者（第11集） 記者（第14－15集）                                                                                   |         |
| 鍾建文 | 記 者        | （第14－15集） |         |
| 蘇恩磁 | 婦科醫生     | （第18集） |         |
| 翟佩雲 | 護 士        | 負責照顧蔡小棠（第19集）                                                                                              |         |
| 陳狄克 | 的士司機     | （第19集） |         |

### 與案件有關人物

#### 情殺之謎（第1-3集）
| 演員   | 角色   | 職業／關係 | 暱稱                 |
| 姚樂怡 | 唐詠心 | Pin Model Agency公司旗下模特兒、馬來西亞華僑 袁天明之前女友 呂兆光之病人 謝守一之情婦 井依婷之情敵 於第1集被謝守一誤殺 | Teresa               |
| 莫家堯 | 謝守一 | 攝影師 井依婷之前夫 唐詠心之情夫 殺害唐詠心之兇手 于第1集误杀唐詠心 於第3集被捕                                        | Richard              |
| 李思蓓 | 梁雪麗 | Pin Model Agency公司旗下模特兒 唐詠心之同事 另見雙重罪惡（第7-10集）                                                   | Cherry               |
| 海俊傑 | 袁天明 | Pin Model Agency公司旗下模特兒 唐詠心之同事兼前男友 參見其他演員                                                       | Anthony              |
| 尤 程  | 井依婷 | 酒店大王之女 謝守一之前妻 唐詠心之情敵                                                                                 | Peggy                |
| 李成昌 | 呂兆光 | 整形醫師 唐詠心隆胸主治醫生 王英傑之客戶                                                                               | Dr. Raymond S.K. Lui |
| 曾慧雲 | 何姑娘 | 呂兆光整形診所護士 |                      |
| 黃偌儀 | -      | 呂兆光整形診所護士 |                      |
| 歐家瑋 | 目擊者 | |                      |
| 陳安琪 | Ivy    | Pin Model Agency公司接待員                                                                                             |                      |
| 蘇恩磁 | 陳醫生 | 婦科醫生 唐詠心主治醫生                                                                                                |                      |
| 余慕蓮 | 娥 姐  | 井家家傭 |                      |
| 馮瑞珍 | 四 姐  | 井家家傭 |                      |

#### 虐打之謎（第2-4集）
| 演員   | 角色   | 職業／關係                                                             | 暱稱    |
| 盧慶輝 | 劉彥修 | 投資顧問 蔡小棠之前男友 於第2集因投資失敗并與Amy有染慘遭大佬展派人毆打 | Terence |
| 李珊珊 | 蔡小棠 | 劉彥修之前女友 參見蔡家                                                | 小棠菜  |
| 劉桂芳 | Amy    | 社團展老大之女友 Susanna之好友 與劉彥修有染                            |         |
| 郭卓樺 | 打 手  | 社團展老大之手下 兩度毆打劉彥修                                        |         |
| 邵卓堯 | 打 手  | 社團展老大之手下 兩度毆打劉彥修                                        |         |

#### 迷姦慘案（第4-10集）
| 演員   | 角色         | 職業／關係                                                      | 暱稱   |
| 劉美珊 | 金妙玲       | 聶津津、潘幸瑤之好友 被葉冠榮迷姦 另見雙重罪惡（第7-10集）      | 阿Miu  |
| 王俊棠 | 葉冠榮       | 迷姦金妙玲 於第4集被捕，後被判無罪釋放 另見雙重罪惡（第7-10集） | Thomas |
| 蔡子健 | 王英傑       | 葉冠榮之辯方律師 參見王家                                       | 亞傑   |
| 羅君左 | 檢察官       |                                                                 |        |
| 汪特華 | 法律行政人員 |                                                                 |        |
| 官仲銘 | 法律行政人員 |                                                                 |        |
| 河國榮 | 法 官        |                                                                 |        |

#### 復仇女神（第4-7集）
| 演員   | 角色     | 職業／關係 | 暱稱         |
| 林保怡 | 曾家原   | 於1993年跟蔡權合力輯捕陳國豪 把彭子康右手打至殘廢 長期遭彭子康、齊 敏騒扰 參見曾家                                                                                    | 大佬原 曾Sir |
| 蔡國慶 | 蔡 權    | 重案組前督察 曾家原之前上司 遭彭子康開車撞死 | 權叔         |
| 戴志偉 | 彭子康   | 恒信貿易公司職員 陳國豪之獄友 3年前因開車撞死蔡權而入獄 出獄後，成为齊敏之秘密情人 當年殺害馬永達後嫁禍於陳國豪 於第5集被馬玉珍殺害                                   |              |
| 曹 眾  | 齊 敏    | 聶寶意新書插畫家 陳國豪之妻 馬玉珍之媳 陳安之母 彭子康之秘密情人 謀殺彭子康之主謀，惜在案發當天被彭子康識穿 嫁禍曾家原為殺害彭子康之凶手 曾多次騷擾曾家原 於第7集被捕 |              |
| 劉少君 | 陳國豪   | 恒信貿易公司職員 齊敏之夫 馬玉珍之子 陳安之父 盜用公款100萬，後被彭子康陷害而入獄28年，在獄中自殺身亡                                                                 |              |
| 曹 濟  | 馬永達   | 恒信貿易公司老闆 於1993年發現陳國豪盜用公款，後被彭子康殺害 |              |
| 黎 宣  | 馬玉珍   | 家庭主婦 陳國豪之母 齊敏之婆婆 陳安之祖母 下手殺害彭子康之真兇 於第7集被捕                                                                                            |              |
|        | 陳 安    | 陳國豪、齊敏之獨子 馬玉珍之孫 |              |
| 林遠迎 | 檢察官   | |              |
| 賀文傑 | 辯方律師 | 陳國豪辯方律師 |              |
| 河國榮 | 法 官    | |              |

#### 雙重罪惡（第7-10集）
| 演員   | 角色   | 職業／關係 | 暱稱    |
| 劉美珊 | 金妙玲 | 好味快餐店員工 聶津津、潘幸瑤之好友 於第8集被曹柄生奸殺 另見迷姦慘案（第4-10集）                                                                    | 亞miu   |
| 王俊棠 | 葉冠榮 | Fit之堡健身中心負責人 Susanna之客人 王英傑之客戶 威脅卓家輝、梁雪麗 有注射興奮劑的習慣 於第8集被金妙玲襲擊后，被梁雪麗殺害 另見迷姦慘案（第4-10集） | Thomas  |
| 黃澤鋒 | 卓家輝 | Fit之堡健身中心負責人 尹學昇之同性戀情人 愛滋病帶菌者 兩年前入籍台灣                                                                                | Jacky   |
| 梁詠琳 | 馬曼蓉 | 電台DJ、Pin Model Agency公司管理高層、淫媒 曾介紹梁雪麗接客 聶寶意、Amy、葉冠榮之友                                                                 | Susanna |
| 何啟南 | 曹柄生 | 好味快餐店老闆之子 暗戀金妙玲 姦殺金妙玲之兇手 於第9集被捕                                                                                          | 生哥    |
| 羅國維 | 曹先生 | 好味快餐店老闆 曹炳生之父 |         |
| 李思蓓 | 梁雪麗 | 選美佳麗 選美集訓營Sandy同房室友 愛滋病患者 被葉冠榮多次勒索 殺害葉冠榮之兇手 於第10集被捕 另見情殺之謎（第1-3集）                                  | Cherry  |
| 施 敏  | Sandy  | 選美佳麗 選美集訓營梁雪麗同房室友 因食用減肥藥而被取消資格                                                                                          |         |
| 吳家樂 | 尹學昇 | 歌手 卓家輝之同性戀情人 | Andrew  |
| 海俊傑 | 袁天明 | 模特兒 於第7集被金妙鈴誤傷入院 參見其他演員 | Anthony |
| 雷穎怡 | Candy  | Fit之堡健身中心接待員 |         |
| 張漢斌 | 酒 保  | |         |
| 凌 漢  | 管理員 | |         |
| 溫晉民 | Joe    | 葉冠榮之友 |         |

#### 以牙还牙（第10-11集）
| 演員   | 角色   | 職業／關係                                                                                       | 暱稱 |
| 康 華  | 溫若嫻 | 創傷後壓力症患者 針對聶寶言，數次企圖謀殺其 間接炸傷曾家喬、蔡國忠 於第11集被捕 參見《鑑證實錄》 |      |
| 魯文傑 | 曾家喬 | 於第10集被溫若嫻間接炸傷 參見曾家                                                                |      |
| 劉 江  | 蔡國忠 | 於第10集被溫若嫻間接炸傷 參見蔡家                                                                |      |
| 陳慧珊 | 聶寶言 | 溫若嫻之針對對象 多次被其企圖謀殺 參見聶家                                                       |      |
| 吳亦謙 | 目擊者 | 溫若嫻企圖開車殺人之目擊者                                                                       |      |

#### 籠中鳥（牌中牌）（第11-13集）
| 演員   | 角色   | 職業／關係 | 暱稱      |
| 黃德斌 | 夏永全 | 黎巧竹之契子 電機工程大學畢業生 賽車四屆冠軍 與區展龍自編自導綁架 間接害死區展培、區展鵬 於第12集被區展龍襲擊，後被黎巧竹殺害          | Eric 契少 |
| 羅 蘭  | 黎巧竹 | 區瑞慶之正室 區展鵬之母 夏永全之契媽 殺害夏永全 於第13集被捕                                                                           |           |
| 張英才 | 區瑞慶 | 區氏集團主席 黎巧竹、余彩娟之夫 區展鵬、區展培、區展龍之父                                                                             |           |
| 韓馬利 | 余彩娟 | 區瑞慶之繼室 區展培、區展龍之母 |           |
| 戴少民 | 區展鵬 | 區氏集團前任總經理 區瑞慶、黎巧竹之子 區展培、區展龍同父異母之兄 因被夏永全所害而墜海身亡                                              |           |
| 洪天明 | 區展培 | 區氏集團總經理 區瑞慶、余彩娟之子 區展鵬同父異母之弟 區展龍之兄 鍾翠屏之夫 糖尿病患者 於第11集因注射過量胰島素身亡，並被偽裝成自殺身亡 | 培少      |
| 杜大偉 | 區展龍 | 區瑞慶、余彩娟之子 區展鵬同父異母之弟 區展培之弟 與夏永全合謀自編自導綁架 於第12集襲擊夏永全，後被捕                                   | 龍少      |
| 湯盈盈 | 鍾翠屏 | 酒樓知客 區展培之妻 王力之前女友 王志亮之母                                                                                            |           |
| 黃文標 | 王 力  | 酒樓部長 鍾翠屏之前男友 王志亮之父 |           |
| -      | 王志亮 | 王力、鍾翠屏之子 | 亮仔      |
| 廖麗麗 | 歡 姐  | 區家家傭 |           |
| 陳榮峻 | 神 父  | |           |
| 昌韓文 | 錢永業 | 被夏永全所偷車之車主 |           |
| 伍燕妮 | 錢 太  | 錢永業之妻 |           |

#### 奉命謀殺（第14-16集）
| 演員   | 角色   | 職業／關係 | 暱稱   |
| 駱應鈞 | 田世南 | 美國田氏集團主席 田世東之弟 田守信之叔 聶寶意之前男友 聶津津之親父 已婚，惟妻子及两名孩子皆遭遇车祸身亡 於第14集被馮欣欣毒殺 | Edmond |
| 林其欣 | 馮欣欣 | 田世東之情婦 意圖殺害聶津津、蔡小棠 殺害田世南、杜子俊 於第15集被捕                                                          |        |
| 李國麟 | 杜子俊 | 於第14集被馮欣欣槍殺身亡 參見聶家                                                                                            |        |
| 鍾麗淇 | 聶津津 | 險被馮欣欣殺害 參見聶家 | 津津   |
| 金興賢 | 田世東 | 田世南之兄 田守信之父 聶津津之伯父 馮欣欣之情夫 唆使馮欣欣殺害田世南、杜子俊 於第16集被捕                                    |        |
| 李子奇 | 林律師 | | Martin |
| 黃月明 | 張小姐 | |        |
| 馬清儀 |        | 田世東之前妻 田守信之母 |        |
| 黃煒林 | 田守信 | 田世東之子 田世南之姪子 於上輯《鑑證實錄》第5集被馮望山殺害 已去世 參見《鑑證實錄》                                          |        |

#### 金色的機遇（第16-17集）
| 演員   | 角色       | 職業／關係 | 暱稱 |
| 鄭子誠 | 郭偉成     | 「甜の味」甜品店老闆兼大股東 患有肺癌 聶寶言之校友 胡佩雯之夫 霍惠思之情夫 於第17集被莫振華撞傷，其後被其踢落山溝身亡 | Sam  |
| 魏惠文 | 莫振華     | 私家偵探 胡佩雯僱用之偵探 霍惠思之初戀男友兼拉丁舞舞伴 殺害郭偉成 於第17集於天橋墜下身亡                              |      |
| 姚瑩瑩 | 霍惠思     | 花店老闆娘 郭偉成之情婦 莫振華之初戀女友兼拉丁舞舞伴 殺害郭偉成之主谋 於第17集被捕                                    |      |
| 馬蹄露 | 胡佩雯     | 郭偉成之妻 莫振華之客戶                                                                                               |      |
| 游 飈  | 亞 天      | 「甜の味」甜品店員工                                                                                                  |      |
| 宋芝齡 | Debbie     | 霍惠思花店之助手 霍惠思之時間證人                                                                                     |      |
| 虞天偉 | 洋服店老闆 | |      |

#### 七年之后（第18-20集）
| 演員   | 角色     | 職業／關係 | 暱稱        |
| 廖啟智 | 王英年   | 零食樂園企業主席 忍受不了对王英杰的不忠的女人 於7年前曾為私家偵探山之客戶 曾暗戀楊志美 間接錯手導致孫靜君終身癱瘓 殺害楊志美、趙錫佳，間接害死蔡小棠之真兇 於第20集被捕 | 零食大王    |
| 蔡子健 | 王英傑   | 大律師 王英年之弟 蔡小棠之夫 楊志美之前夫 楊志倫之前姊夫兼針對對象 孫靜君之前男友 一度被認為是真兇                                                                      | 阿傑 王律师 |
| 李珊珊 | 蔡小棠   | 於第19集因王英年失救而溺水身亡 參見蔡家 | 小棠菜      |
| 陳 琪  | 楊志美   | 醫生 楊志倫之姊 王英傑之前妻 趙錫佳之情婦 已失踪7年 於7年前被王英年掐死                                                                                                 | 楊醫生      |
| 劉愷威 | 楊志倫   | 楊志美之弟 于第19集因妨礙司法公正而被起訴 參見法醫 | 阿倫        |
| 楊瑞麟 | 趙錫佳   | 園藝店老闆 林皓月之夫 楊志美之情夫 於7年前被王英年炸死 |             |
| 林佩君 | 林皓月   | 園藝店老闆娘 趙錫佳之妻 把楊志美埋屍在園藝店庭院 |             |
| 伍慧珊 | 孫靜君   | 王英傑之前女友 威之妻 於6年前被王英年錯手推下樓梯導致終身癱瘓 |             |
| 鄭家生 | 威       | 孫靜君之夫 |             |
| 甘子正 | 陳律師   | |             |
| 黃煒林 | 山       | 私家偵探 |             |
| 嚴 俊  | 警隊探員 | |             |

## 外部連結
- 無綫電視官方網頁 - 鑑證實錄II
- 無綫電視官方網頁(TVBI) - 鑑證實錄II （页面存档备份，存于）

| 香港、 马来西亚、 新加坡 TVB星河频道 好戏连环看时段 · 星期一至五 21:30 - 23:30（两集连播） | 香港、 马来西亚、 新加坡 TVB星河频道 好戏连环看时段 · 星期一至五 21:30 - 23:30（两集连播） | 香港、 马来西亚、 新加坡 TVB星河频道 好戏连环看时段 · 星期一至五 21:30 - 23:30（两集连播） |
| ------------------------------------------------------------------------------------------ | ------------------------------------------------------------------------------------------ | ------------------------------------------------------------------------------------------ |
|                                                                                            | 鑑證實錄II （2023年10月16日 - 2023年10月27日）                                             |                                                                                            |
| 鑑證實錄 （2023年10月2日 - 2023年10月13日）                                                | —                                                                                          |                                                                                            |